# Jumellea pachyra
Jumellea pachyra är en orkidéart som först beskrevs av Friedrich Fritz Wilhelm Ludwig Kraenzlin, och fick sitt nu gällande namn av Joseph Marie Henry Alfred Perrier de la Bâthie. Jumellea pachyra ingår i släktet Jumellea och familjen orkidéer. Inga underarter finns listade i Catalogue of Life.